# 潘稹
潘稹（1428年—？），字景微，直隸廬州府六安州人，軍籍，明朝政治人物。

## 生平
應天鄉試第九十九名舉人，天順四年（1460年）中式庚辰科會試第一百三十六名，二甲第二十六名進士。任監察御史，成化末年官至四川左布政使。弘治元年（1488年）吏科左給事中宋琮、湖廣道監察御史俞俊等參劾諸官，潘稹等以「素行不謹」致仕。

## 家族
曾祖潘仁；祖父潘恪；父潘岳，雲南道監察御史。